# Атлантичний кодекс

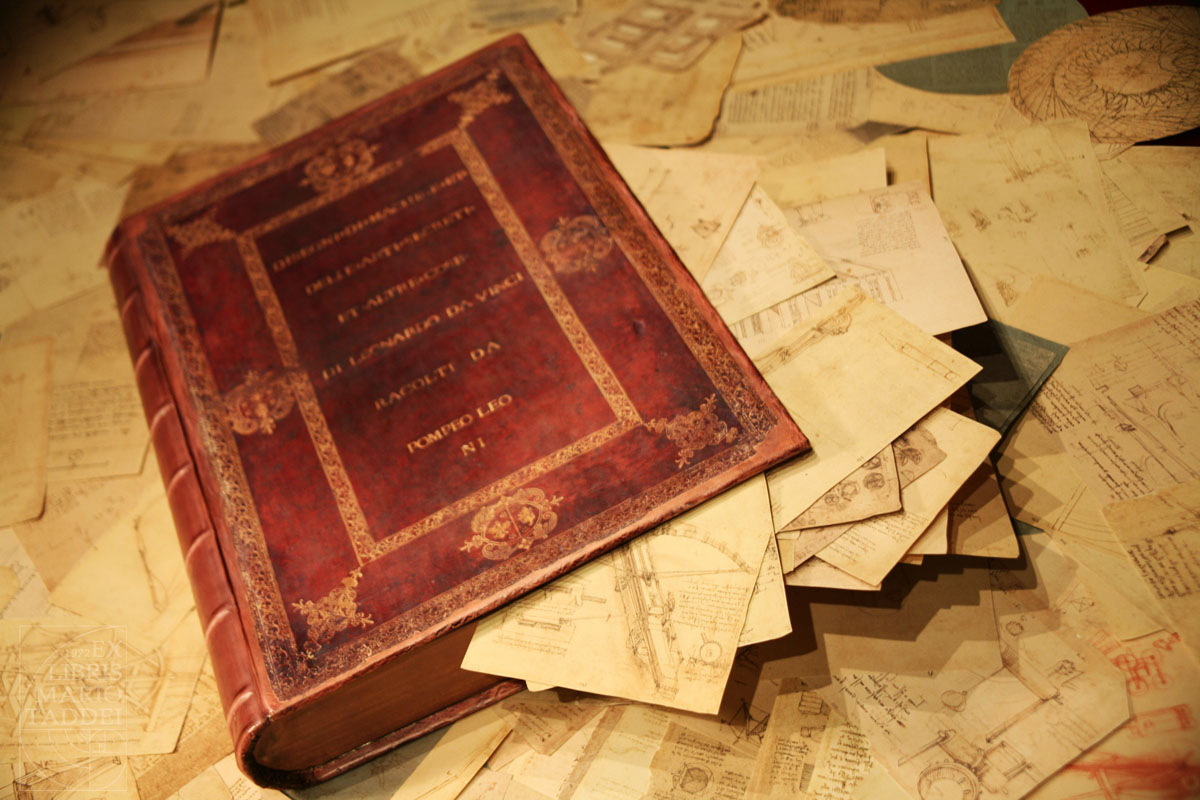

«Атлантичний кодекс» (лат. Codex Atlanticus) — зібрання малюнків і рукописів Леонардо да Вінчі. Всього Атлантичний кодекс нараховує 1119 сторінок, вони були зібрані в 12 томів. Найраніший малюнок датується 1478 роком, найпізніший — 1518-м (художник помер роком пізніше). Кодекс було складено наприкінці XVI століття скульптором Помпео Леоні (1533—1608), сином скульптора Леоне Леоні. Багато частин і малюнків Атлантичного кодексу Леонардо присвячені його дослідженням під час його перебування на озері Комо в Лієрні, включаючи Фіумелатте та гірські печери.
У Кодексі зібрані малюнки і креслення, що показують інтерес Леонардо до різних областей знання: аеродинаміки, музики, зброї, математики, ботаніки і так далі. В наш час[коли?] унікальне зібрання рукописів художника зберігається в міланській Амброзіанській бібліотеці. Про те, що її співробітники мають намір розібрати Атлантичний кодекс на окремі сторінки, щоб провести реставраційні роботи, стало відомо в 2008 році. Останній раз реставрація рукописів проводилась ченцями Базіліанського ордена з абатства в Гроттаферраті в 1968–72 роках.
У 1986 році співробітниця музею Метрополітен в Нью-Йорку заявила, що виявила на сторінках Атлантичного кодексу цвіль. Згодом, однак, з'ясувалося, що різнокольорові плями були слідами ртутних солей, нанесених якраз для захисту від плісняви.
Кодекс вперше представлений широкій публіці в 2009 році. Записи, зроблені рукою Леонардо, будуть показувати глядачам порціями по 50 сторінок. Кожна з таких виставок буде працювати три місяці. Перша з них відкриється в Мілані у вересні 2009 року, а остання, 24-а, відбудеться в 2015 році.
The Visual Agency в колаборації з Амброзіанською бібліотекою створили онлайн проект Codex Atlanticus, де можна побачити всі малюнки та рукописи з альбому.